# Ротари (лангобард)
Вижте пояснителната страница за други личности с името Ротари.
Ротари (Rothari; * 606; † 652) е крал на лангобардите от 636 до 652 г. Син е на херцога на Бреша Нандигилд (от рода Харуден) и остава арианец. С Гундеперга има син Родоалд († 653).

## Управление
Преди да бъде избран за крал на лангобардите след Ариоалд, 30-годишният Ротари е херцог на Бреша. За по-голяма легитимация той се жени за Гундеперга, вдовицата на Ариоалд и дъщеря на Теодолинда. Той, както първия ѝ мъж, я държи много години в затвор. Роля със сигурност играе това, че Ротари, както и Ариоалд, е арианец, а Теолинда и децата ѝ – католици.
За вътрешната сигурност Ротари издава на 22 ноември 643 известния едикт „Edictum Rothari“, външнополитически е в експанзия.
Тръгва от Павия около 650 г., пресича Апенините и успява да спечели Лигурия с важния пристанищен град Генуа от византийците, стига на юг до границата с франките Ница. Успехи има и по другите граници: императорският град Опитергиум е унищожен, пред Равена на река Скултена падат 8000 римско-византийски бойци, нападения в Южна Италия. Византийците накрая се молят за примирие.
След Ротари крал на лангобардите става неговият син Родоалд, убит след няколко месеца през 653 г.